# Agave gentryi
Agave gentryi ist eine Pflanzenart aus der Gattung der Agaven (Agave). Ein englischer Trivialname ist „Gentry´s Agave“.

## Beschreibung
Agave gentryi wächst solitär oder mit spärlichen Ausläufern mit einem Durchmesser von 60 bis 100 cm. Die grünen bis bläulichen, an der Basis breiten, steifen, konkaven, spitz zulaufenden Blätter sind 60 bis 100 cm lang und 17 bis 26 cm breit. Die Blattränder sind hornig und unregelmäßig gezahnt. Der kräftige, dunkelbraune bis graue Enddorn wird 4 bis 6,5 cm lang.
Der rispige, elliptische Blütenstand wird 3 bis 5 m hoch und ist dicht mit fleischigen Brakteen umhüllt. Die zahlreichen gelben Blüten sind 60 bis 70 mm lang, erscheinen am oberen Teil des Blütenstandes und bilden sich bis zur Spitze an den locker und variabel angeordneten Verzweigungen. Die trichterige Blütenröhre ist 11 bis 16 mm lang.
Die länglichen, dunkelbraunen, dreikammerigen Kapselfrüchte sind 60 bis 75 mm lang und 20 bis 25 mm breit. Die schwarzen, glänzenden Samen sind 7 bis 8 mm lang und bis 6 mm breit.
Die Blütezeit reicht von Mai bis Juli.

## Systematik und Verbreitung
Agave gentryi ist in Mexiko in den Bundesstaaten Coahuila, Nuevo León, Tamaulipas, Durango, Tamaulipas, Zacatecas, San Luis Potosí, Hidalgo, México und Puebla weit verbreitet. Sie wächst an Kalksteinhängen, in Waldland oder in Chaparral-Regionen in 1850 bis 2800 m Höhe und ist vergesellschaftet mit Agave montana, Yucca carnerosana und zahlreichen Kakteen- und Sukkulentenarten. 
Die Erstbeschreibung durch Bernd Ullrich ist 1990 veröffentlicht worden.
Agave gentryi ist ein Vertreter der Gruppe Salmianae und wächst in den Höhenlagen der Sierra Madre Oriental in Ost- bis Südmexiko in unwirtlichen Gegenden mit strengen Frösten in den Wintermonaten. Charakteristisch ist der dicht mit Brakteen umhüllte Blütenstand. Agave gentryi, (nach Gentry, 1982 S. 598–601 Agave macroculmis ist ein Synonym von Agave atrovirens) und ist nahe verwandt mit Agave montana, jedoch sind Unterschiede in Größe, Blatt- und Blütenstruktur erkennbar. In den Überlappungsgebieten von Agave montana und Agave gentryi sind Zwischenformen bekannt.
Agave gentryi kann bei trockenem Stand kurze Frostperioden bis minus 15 °C überstehen.